# Talyp Sporty Aszchabad
Talyp Sporty Aszchabad (turkm. «Talyp Sporty» futbol kluby, Aşgabat) – turkmeński klub piłkarski, mający siedzibę w stolicy kraju, Aszchabadzie.
W latach 1995 i 2007-2014 występował w Ýokary Liga.

## Historia
Chronologia nazw:
- 1966: UORT Aszchabad (ros. «УОРТ» Ашхабад)
- 2007: Talyp Sporty Aszchabad (ros. «Талып спорты» Ашхабад)

Piłkarski klub Talyp Sporty został założony w miejscowości Aszchabad w 2007 roku, chociaż wcześniej w mistrzostwach Turkmenistanu występowała drużyna UORT Aszchabad, która reprezentowała Szkołę Rezerw Olimpijskich Turkmenistanu (turkm. Türkmenistanyň “Olimp” orta sport mekdebini, ros. УОРТ - Училище Олимпийского Резерва Туркменистана). W sezonie 1994 zespół otrzymał promocję z Pierwszej Ligi i w 1995 debiutował w rozgrywkach Wyższej Ligi Turkmenistanu. Najpierw w rundzie wstępnej nie zakwalifikował się do najlepszej szóstki, a potem walczył w grupie spadkowej o utrzymanie w lidze. Jednak został zdegradowany. 
Po dłuższej nieobecności w 2007 klub został reaktywowany i tym razem reprezentował Instytut Sportu i Turystyki Turkmenistanu. W sezonie 2007 ponownie startował w Wyższej Lidze, gdzie zajął 4 miejsce. W 2010 zajął ostatnie 10 miejsce i spadł do Pierwszej Ligi, ale w 2012 powrócił do rozgrywek w najwyższej klasie rozgrywek. W sezonie 2013 zajął ponownie ostatnie 10 miejsce i spadł do Pierwszej Ligi. W 2014 walczył o powrót do Wyższej Ligi, jednak w następnym roku nie przystąpił do rozgrywek i został rozformowany.

## Sukcesy

### Trofea międzynarodowe
Nie uczestniczył w rozgrywkach azjatyckich (stan na 31-12-2015).

### Trofea krajowe
Turkmenistan
| \| \| Zdobyte trofea w rozgrywkach Turkmenistanu (stan na: 31-12-2015) \| |                                                                  |      |            |
| Rozgrywki                                                                 | Osiągnięcie                                                      | Razy | Sezon(y)   |
| Mistrzostwo                                                               | I miejsce                                                        | 0    |            |
| Mistrzostwo                                                               | II miejsce                                                       | 0    |            |
| Mistrzostwo                                                               | III miejsce                                                      | 0    |            |
| Mistrzostwo                                                               | 4. miejsce                                                       | 1    | 2007       |
| Puchar                                                                    | zdobywca                                                         | 0    |            |
| Puchar                                                                    | finalista                                                        | 0    |            |
| Puchar                                                                    | połfinalista                                                     | 2    | 2008, 2010 |
| II liga                                                                   | I miejsce                                                        | 0    |            |
| II liga                                                                   | II miejsce                                                       | 0    |            |
| II liga                                                                   | III miejsce                                                      | 0    |            |
| Turkmenistan                                                              | Zdobyte trofea w rozgrywkach Turkmenistanu (stan na: 31-12-2015) |      |            |

## Stadion
Klub rozgrywał swoje mecze domowe na stadionie Köpetdag w Aszchabadzie, który może pomieścić 26 000 widzów.

## Piłkarze
Znani piłkarze:
- Nazar Baýramow
- Yusup Orazmämmedow
- Guwanç Rejepow

## Trenerzy
- 2007–2010:  Baýram Durdyýew

...
- 2014:  Baýram Durdyýew